# Hache (Fluss)
Die Hache ist der linke Quellfluss der Ochtum in Niedersachsen (Deutschland). Zuständiger Wasser- und Bodenverband ist der WBV Hache und Hombach.

## Flusslauf
Die Hache entspringt im Ortsteil Hache der niedersächsischen Gemeinde Bruchhausen-Vilsen, ganz in der Nähe der Siedequelle. Sie fließt durch die Orte Bensen, Freidorf, Bassum-Neubruchhausen, Syke-Jardinghausen, Syke-Henstedt, Syke-Hoope, Syke-Steimke, Syke, Syke-Lindhof, Syke-Barrien und Weyhe-Lahausen nach Weyhe-Kirchweyhe. Dort vereinigt sie sich im Kirchweyher See mit dem etwas wasserreicheren Süstedter Bach und fließt dann als Ochtum weiter zur Weser nach Bremen.

## Geschichte

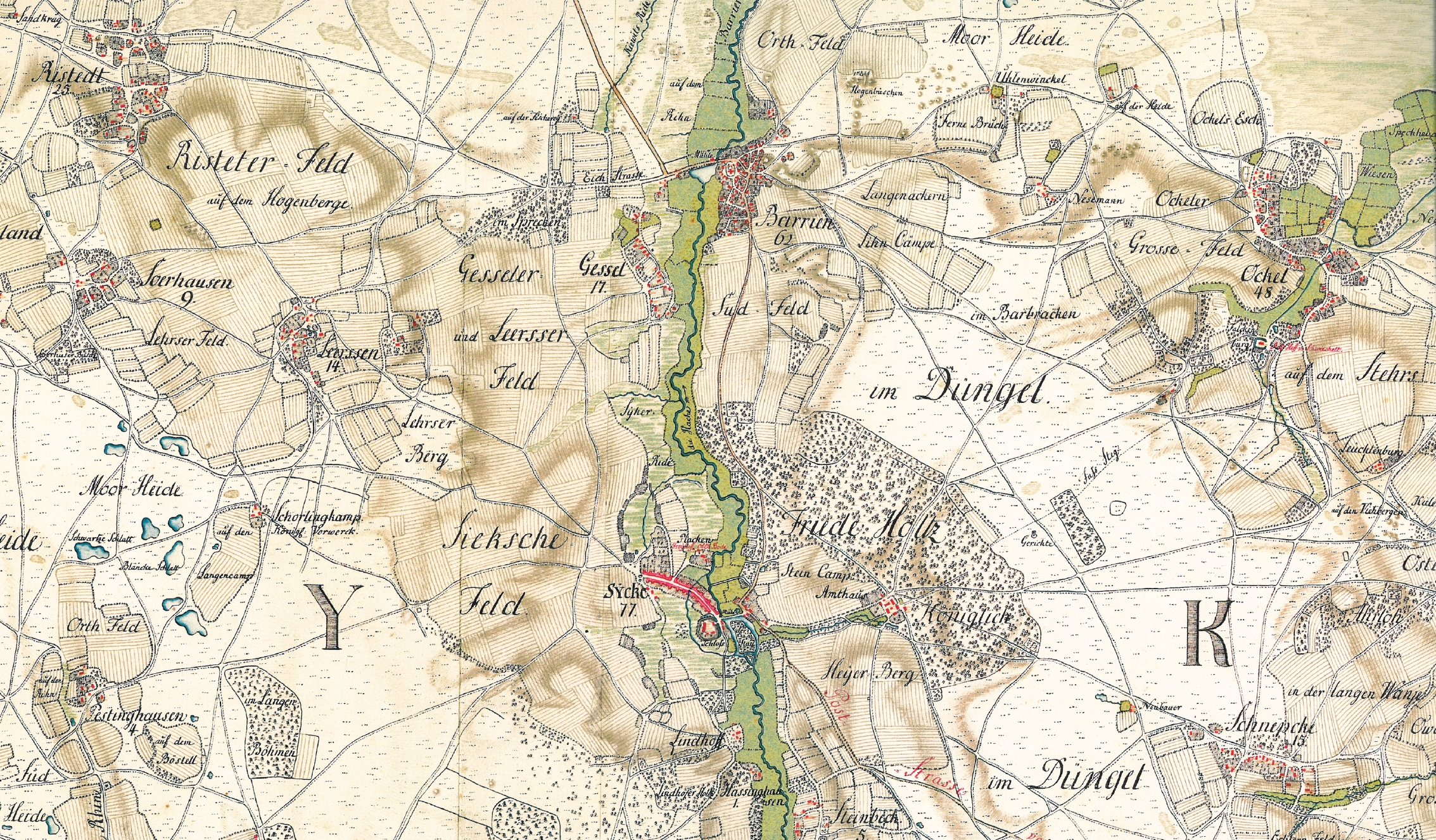
Die Hache in der Kurhannoverschen Landesaufnahme von 1773

- 1773 in der Kurhannoverschen Landesaufnahme eingezeichnet.
- 1844 Bau einer wasserbetriebenen Mühle
- 1940 Hochwasser im Februar: Syker Mühlendamm, Sudweyhe und Kirchweyher Bahnhofsstraße überschwemmt.
- 1970 Hochwasser: Pegel Jeebel 11 m³/s
- 1993–2002: Renaturierung der Hache

## Wirtschaft

### Historische Wasserwirtschaft
Am Flusslauf befinden sich noch sechs Wassermühlen.

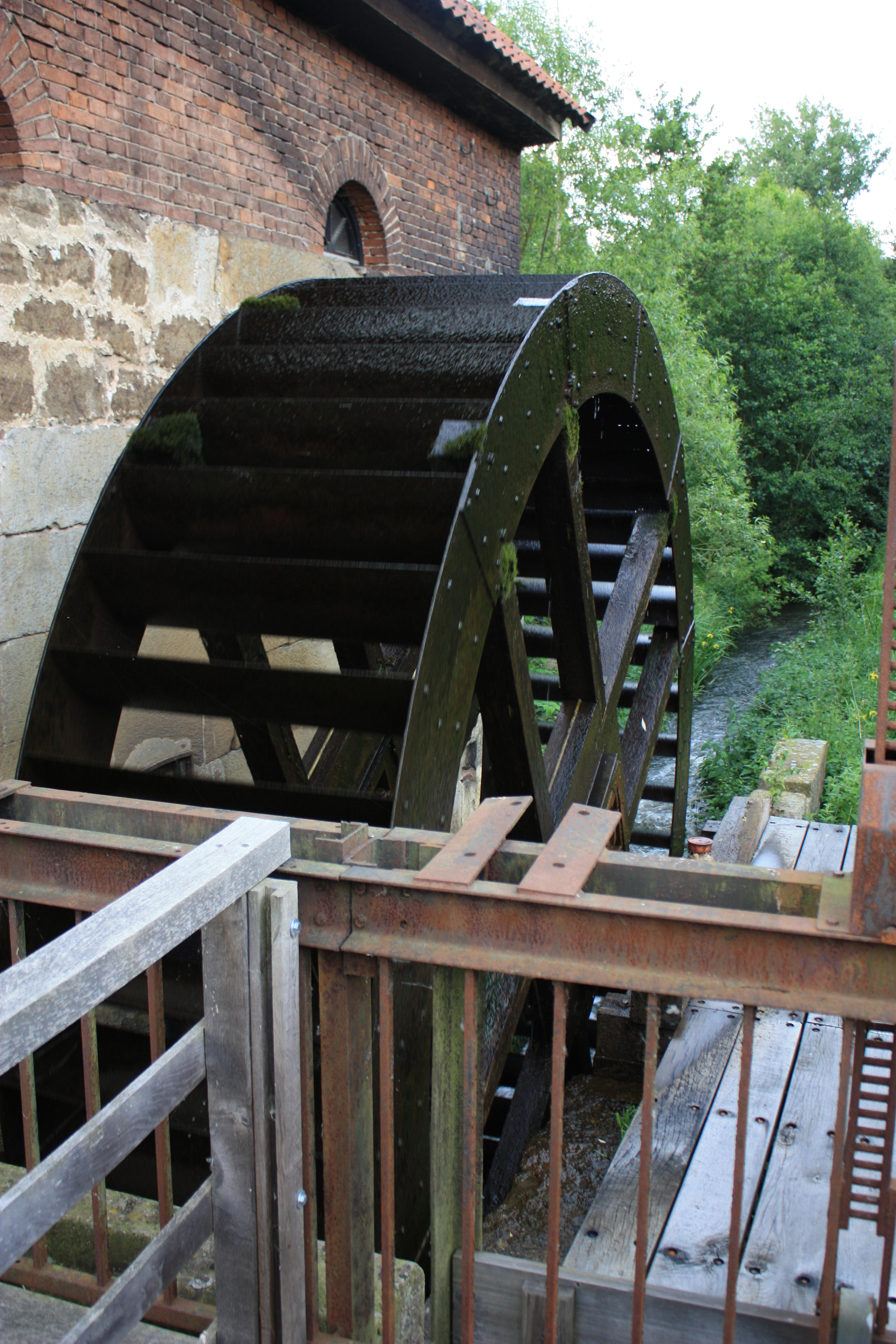
Wassermühle Barrien
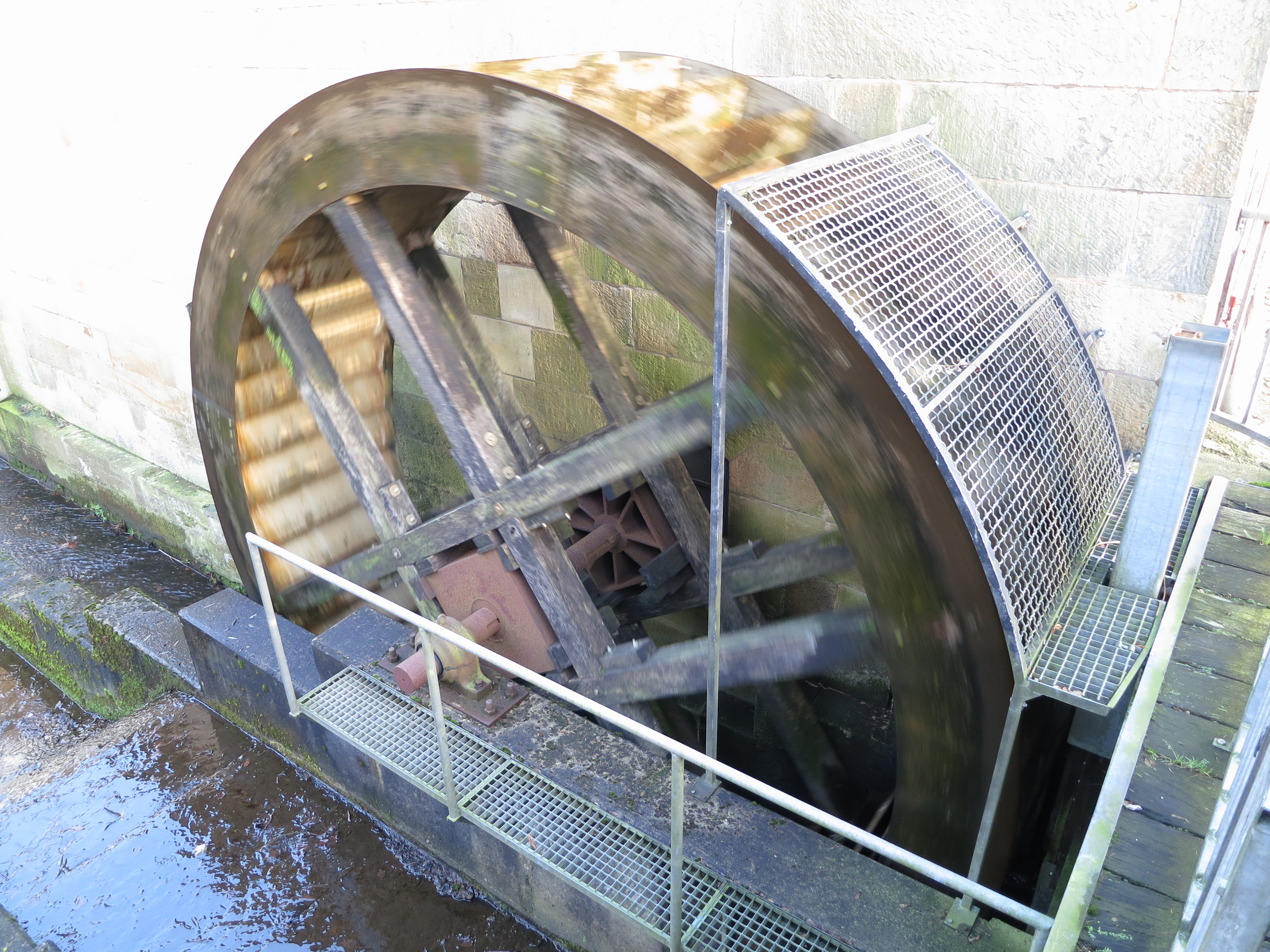
Sudweyher Wassermühle

### Bedeutung als Verkehrsweg
Die Hache wird von Wassersportvereinen genutzt.